# Humberto Mata Espinel
Humberto Mata Espinel (Guayaquil, 1967/1968) es un activista y expolítico ecuatoriano. Actualmente es gerente de la Fundación VIHDA, organización que se centra en el trabajo a favor de mujeres y niños con VIH.
En 2011, se convirtió en la primera persona ecuatoriana famosa en casarse con una persona del mismo sexo. La unión se realizó en  Argentina y su esposo fue el activista Maximiliano Novoa.

## Biografía
Estudió los primeros años de secundaria en el Colegio Salesiano Cristóbal Colón, luego se trasladó a estudiar en Estados Unidos. Realizó sus estudios superiores en la Universidad de Harvard, donde cursó la carrera de Ciencias Políticas. Posteriormente realizó una maestría en Administración de empresas en la Universidad de Pensylvania.

### Carrera política
Se inició en la política en 1994 como parte de un grupo de jóvenes del partido Concentración de Fuerzas Populares, liderados por el exdiputado Rodolfo Baquerizo Nazur.
En 1997 formó el Movimiento Fuerza Ecuador. Con el mismo participó en las elecciones seccionales de 2000 como candidato a la prefectura de Guayas, pero perdió contra el conservador Nicolás Lapentti Carrión.  Entre sus propuestas centrales de campaña estaba la de incrementar la autonomía de la provincia de Guayas. En las elecciones presidenciales de 2002 apoyó junto a su movimiento la candidatura del socialista León Roldós Aguilera.
Para las elecciones seccionales de 2004 se presentó por segunda vez como candidato a la prefectura de Guayas, pero volvió a quedar en segundo lugar ante Lapentti. También participó infructuosamente como candidato a la Asamblea Constituyente de 2007, donde se posicionó en contra de las políticas del presidente Rafael Correa.
Tras estas participaciones electorales decidió abandonar la vida política.

### Vida personal
Años antes de anunciar públicamente su homosexualidad fue pareja de la bailarina y presentadora de televisión Carla Sala.
A principios de abril de 2011 anunció su boda en Argentina con el activista Maximiliano Novoa, convirtiéndose en la primera figura pública ecuatoriana en contraer matrimonio con una persona del mismo sexo. La actriz y presentadora de noticias Érika Vélez aseveró posteriormente que Mata y Novoa tenían cinco años de relación al momento de su boda.
Posterior a su salida del armario, afirmó que había ocultado su orientación sexual durante su tiempo como político para evitar que el tema fuera usado para atacarlo a él o a su familia.